# Victoire de Donnissan de La Rochejaquelein
Victoire de Donnissan de La Rochejaquelein, född 1772, död 1857, var en fransk memoarskrivare, gift med Louis Marie de Lescure och Louis du Vergier de La Rochejaquelein. Hon är känd för sina memoarer, som beskriver hennes liv under franska revolutionen.

## Biografi
Victoire de Donnissan de La Rochejaquelein var dotter till Guy Joseph de Donnissan och Marie-Françoise de Durfort-Civrac. Båda hennes föräldrar var anställda vid hovet. Hon fick en privilegierad uppväxt i adliga kretsar i Versailles, och var guddotter till Victoire av Frankrike.

### Revolutionen
Efter revolutionens utbrott 1789 lämnade hon Versailles och hovet, och bosatte sig på familjens lantegendom med sin mor. Hon gifte sig 27 oktober 1791 med sin kusin markis Louis de Salgues de Lescure: äktenskapet var arrangerat, och parterna hade trolovats redan när hon var barn. Hon uppgav att den påvliga dispens (för nära släktskap) som utfärdades av påven för deras giftermål, var den första som förklarade att äktenskapet endast skulle vara legitimt enligt katolska kyrkan om de hade vigts av en av de präster som inte hade svurit trohet till den franska konstitutionen. Paret bosatte sig därefter på landet hos en egendom som tillhörde hans familj.
Paret flyttade till Paris i februari 1792. Deras avsikt hade varit att emigrera, men de stannade i Paris sedan de hade blivit ombedda att göra det av Marie Antoinette, och bodde på ett hotell i närheten av kungapalatset. Hennes make tillhörde de adelsmän som hade gett löftet att beskydda kungafamiljen, och paret besökte därför ofta Tuilerierna för att finnas till hands om kungafamiljen skulle hotas. Under sin tid i Paris upplevde hon en rad historiska händelser, som hon skildrade i sina memoarer. Under Demonstrationen den 20 juni 1792 hindrades hon från att ta sig in i palatset av folkmassorna. Under Stormningen av Tuilerierna 12 augusti lyckades hennes make inte ta sig till Tuilerierna. I rädslan för att bli överfallna på hotellet, tog de sig därifrån i förklädnad samma natt och gömde sig hos före detta tjänare i en annan del av staden. Genom sina kontakter lyckades paret få tag på pass och lämna Paris 25 augusti, strax före septembermorden, och bosatte sig sedan i Vendée.
Både hennes make och kusiner kom sedan att bli ledande deltagare i den rojalistiska Revolten i Vendée. Hon fick uppleva många umbäranden under kriget, då hon fick fly med sin man och de övriga soldaterna, ibland till fots. Hon blev änka 1793, och tvingades tillsammans med sin mor gömma sig på landsbygden och lämna bort sin dotter (då bara ett spädbarn), för att förhindra att hon svalt ihjäl. Hon flydde till Spanien 1797.

### Senare liv
Victoire de Donnissan de La Rochejaquelein kunde slutligen återvända till Frankrike år 1799. Hon gifte sig 1802 med sin (och sin makes) kusin Louis du Vergier de La Rochejaquelein, bror till Henri de la Rochejaquelein, med vilken hon fick fem barn.
Efter sitt andra giftermål levde hon ett fridfullt liv på familjens egendom i Clisson. Hon blev änka då hennes man dödades sedan han motsatte sig Napoleon under de hundra dagarna 1815. Hon bosatte sig 1832 hos en av sina döttrar i Orleans, där hon tillbringade resten av sitt liv.

## Memoarer
Victoire de Donnissan de La Rochejaquelein författade sina memoarer mellan 1797 och 1805, och de utgavs för första gången 1814, under hennes egen livstid. De blev berömda redan under samtiden och har uppmärksammats främst för beskrivningen av revolutionen i Paris under det händelserika året 1792, och för skildringen av Revolten i Vendée. 